# Prinsessan Erik
Prinsessan Erik är en svensk barnopera av Kjell Perder med jämställdhetsperspektiv med libretto av Märit Bergvall från 2011.